# Хантли, Ноа
Но́а Корне́лиус Мармадью́к Ха́нтли (англ. Noah Cornelius Marmaduke Huntley, род. 7 сентября 1974, Уистон, Западный Суссекс) — английский актёр.

## Жизнь и карьера
Хантли родился в Уистоне, Западный Суссекс в семье Карен и Грэма Хантли. Он получил образование в Домашней школе Уиндлсхэм в Пулборо, Суссекс, в школе Лейтон Парк в Беркшире и в монастыре Сионской Богоматери в Уэртинге. В начале своей актёрской карьеры Хантли сыграл в фильмах «Сквозь горизонт» и «28 дней спустя», а позже появился в «Белоснежке и охотнике» и «Дракуле».
На телевидении он играл Люка Макаллистера с 1993 по 1995 год в британской мыльной опере «Ферма Эммердейл»; он также сыграл Уилла Кёртиса в «Холби Сити» в сезоне 2004-05 годов, и Майкла Диллона в футбольной драме «Команда мечты». Он сломал нос во время съёмок сцены драки с коллегой по съёмочной площадке Люком Мабли.
Начиная с 2010 года Хантли был моделью для рекламных кампаний ряда крупных брендов.

## Фильмография

### Кино
| Год  | Название на русском                            | Название на английском                                         | Роль                            | Примечания      |
| ---- | ---------------------------------------------- | -------------------------------------------------------------- | ------------------------------- | --------------- |
| 1996 | Последняя истина                               | True Blue                                                      | Ник Боэм                        |                 |
| 1997 | Сквозь горизонт                                | Event Horizon                                                  | горящий человек / Эдвард Коррик |                 |
| 1999 | Грёзы красавицы                                | The Cyberstalking                                              | Джек                            | ТВ фильм        |
| 1999 | Волшебный сад Тома                             | Tom’s Midnight Garden                                          | Джеймс (20 лет)                 |                 |
| 2001 | Вечная битва                                   | Megiddo: The Omega Code 2                                      | Стоун Александр (21 год)        |                 |
| 2002 | 28 дней спустя                                 | 28 Days Later                                                  | Марк                            |                 |
| 2005 | Хроники Нарнии: Лев, колдунья и волшебный шкаф | The Chronicles of Narnia: The Lion, the Witch and the Wardrobe | взрослый Питер Певенси          |                 |
| 2006 |                                                | The Carriageway                                                | отец                            | Короткометражка |
| 2008 | Тёмный этаж                                    | Dark Floors                                                    | Бен                             |                 |
| 2011 | Храбрые перцем                                 | Your Highness                                                  | Head Knight                     | главный рыцарь  |
| 2011 | Каникулы на море                               | Le Skylab                                                      | Джонатан                        |                 |
| 2011 |                                                | The Fencers                                                    | Уильям Хоббс                    | Короткометражка |
| 2012 | Белоснежка и охотник                           | Snow White and the Huntsman                                    | король Магнус                   |                 |
| 2012 |                                                | Die schöne Spionin                                             | Джон Фабер-Прентисс             | ТВ фильм        |
| 2013 | Жапплу                                         | Jappeloup                                                      | Джо Фарджис                     |                 |
| 2014 | Дракула                                        | Dracula Untold                                                 | капитан Петру                   |                 |
| 2015 | Уже скучаю по тебе                             | Miss You Already                                               | руководитель компании           |                 |
| 2017 | Осколки                                        | Middleground                                                   | мужчина                         |                 |
| 2018 | Павел, апостол Христа                          | Paul, Apostle of Christ                                        | Публий                          |                 |

### Телевидение
| Год     | Название на русском        | Название на английском         | Роль                  | Примечания                                       |
| ------- | -------------------------- | ------------------------------ | --------------------- | ------------------------------------------------ |
| 1987    |                            | Drummonds                      | Эавис                 | Эпизод «Beggars Can’t Be Choosers»               |
| 1987-90 | Тайны Рут Ренделл          | The Ruth Rendell Mysteries     | Джон Бурден           | 15 эпизодов                                      |
| 1989    | Волшебный сад Тома         | Tom’s Midnight Garden          | Джеймс                | Мини-сериал; 2 эпизода                           |
| 1992    |                            | Nice Town                      | Найджел Добсон        | Мини-сериал; 3 эпизода                           |
| 1993-95 | Ферма Эммердейл            | Emmerdale                      | Люк Макаллистер       | Главная роль с 14 декабря 1993 по 1 августа 1995 |
| 1994    | Лунная долина              | Moonacre                       | Робин Лавдей          | 6 эпизодов                                       |
| 1998    |                            | Birds of a Feather             | Доминик               | Эпизод «Can’t Judge a Book»                      |
| 1998-99 | Команда мечты              | Dream Team                     | Майкл Диллон          | Эпизоды неизвстны                                |
| 2001    | Туманы Авалона             | The Mists of Avalon            | Гавейн                | Мини-сериал                                      |
| 2001    | Убийства в Мидсомере       | Midsomer Murders               | Ноэль Вулискрофт      | Эпизод «Who Killed Cock Robin?»                  |
| 2002    | Там, где сердце            | Where the Heart Is             | Дейви Ладфорд         | Эпизод «Don’t Let Go»                            |
| 2003    | Инспектор Линли расследует | The Inspector Lynley Mysteries | Клифф Хегерти         | Эпизод «Deception on His Mind»                   |
| 2004    |                            | Real Crime                     | Джон Таннер           | Эпизод «Love You to Death»                       |
| 2004-05 | Холби Сити                 | Holby City                     | Уилл Кёртис           | 39 эпизодов                                      |
| 2006    |                            | The Afternoon Play             | Гэри                  | Эпизод «Your Mother Should Know»                 |
| 2006    | Я не должен был выжить!    | I Shouldn’t Be Alive           | Уоррен Макдональд     | Эпизод «Trapped Under a Boulder»                 |
| 2007    |                            | A&E                            | рассказчик            | 30 эпизодов                                      |
| 2008    | Бизнес на крови            | The Summit                     | Дэнни                 | Мини-сериал; 2 эпизода                           |
| 2011    | Убийства в Мидсомере       | Midsomer Murders               | Эйдан Харди           | Эпизод «The Sleeper Under the Hill»              |
| 2012    | В тылу                     | Homefront                      | Мартин                | Мини-сериал; эпизод #6                           |
| 2015    | Члены королевской семьи    | The Royals                     | капитан Алистер Лейси | 4 эпизода                                        |
| 2017    |                            | Free Rein                      | Эллиот                | Главная роль                                     |
| 2018    |                            | The Pardoner's Tale            | Пардонер              | Пилот                                            |